# 9К31 Стрела 1
9К31 Стрела-1 је совјетски мобилни систем ПВО кратког домета. Систем се састоји из лансирног возила БРДМ-2 и 4 ракете 9М31 (или 9М31М)

## Развој
Развој система започео је 1960. године, декретом Савета министара СССР-а, систем се развијао у исто време када и Стрела 2. Главна намена система је директна заштита копнених снага. Стрела 1 се, по совјетској доктрини, користила заједно са ЗСУ-23-4 Шилком као подршком.
После завршених државних испитивања, 25. априла 1968. године, ракетни систем ПВО Стрела-1 је усвојен у наоружање декретом Савета министара СССР-а.

## Опис
Лансирно возило система је БРДМ-2.  Борбено возило носи лансирни комплекс, опрему за лансирање ракета, као и оптичка средства за откривање циљева, комуникациону и другу опрему. Лансирни комплекс је је ротирајућа оклопна купола. На сваком возилу налазе се 4 ракете спремне за испаљивање, али не и ракете за моменталну замену. Ручна замена ракета, тј. поновно пуњење траје око 5 минута. Посаду чине 3 члана: возач, нишанџија и командир.
Осим нове куполе, друга велика промена на шасији БРДМ-2 је уклањање помоћних точкова. Возач и командир имају инфрацрвене системе о. Возило има стандардну НБХ (нуклеарну, биолошко и хемијску) заштиту укључујући. Возило поседује и систем контроле притиска у гумама.
Док је у покрету, лансер се спушта тако да буде паралелан са возилом, како би се смањила укупна висина возила.

## 9М31
Серија производња ракета 9М31 је 1968. године започета је у Машинском комбинату Ковров.
Захват и нишањење циља врши се фотоконтрастном главом за навођење. Ракета је ефикасна против циљева који се удаљавају максималном брзином од 220 м/с, или се приближавају брзином од 310 м/с.
Ракета је опремљена високоексплозивном фрагментационом бојевом главом (тежоне 2,35 кг) и контактним и близинским упаљачима. Ако пројектил промаши, након 13-16 секунди бојева глава бива  блокирана и пројектил пада на земљу без детонације. Погон се помоћу једностепеног ракетног мотора на чврсто гориво , који се пали неколико метара од лансирне цеви. 
Ракета 9М31 има многе сличности са ракетом Стрела 2, али основна разлика је у та што је ова ракета развијена ради гађања летелица у доласку, а Стрела 2 летелица у одласку. 

## 9М31М
Тестирања унапређене варијанте ракете започета су 1968. године. У децембру 1970. године, унапређена варијанта Стрела-1М завршила је државна испитивања и уведена је у употребу. 
Нова верзија је увела многа побољшања у карактеристикама перформанси пројектила: имала је нешто тежу бојеву главу (повећана са 2,6 кг на 3 кг), прецизнији систем навођења ради повећање вероватноће поготка и већи домет. Домет система је такође повећан, наводно на максималних 8 километара.
Унапређен је и сам лансер, који је добио модернији систем навођења.
У русији је системе Стрела 1 и Стреле 1М заменила модернизација Стрела-10.

## Борбена употреба током НАТО агресије 1999. године.
У служби Војске Југославије се током рата налазило више десетина ракетних система 9К31М Стрела-1М. Поред више непотврђених погодака, систем је оборио најмање једну америчку беспилотну летелицу...
Потпоручник Саша Митић, из 243. механизоване бригаде, ракетним системом „Стрела-1М“ оборио је америчку беспилотну летелицу. "Предатор" је долетео из правца Скопља и летео према Приштини. Вероватно је снимао положаје тенкова око Камене Главе и према Урошевцу.
Информацију о наиласку летилице, потпоручник Митић добио је од полицајаца, припадника Шесте чете Посебних јединица полиције из Урошевца радио везом и одмах из града са 'Стрелом-1' КРЕЋЕ према Каменој Глави.
Војник оператор на систему уочио је беспилотну летилицу на висини од око 4.500 метара, која је кружила око Урошевца, али није имао захват за опаљење ракете. Саша, који није гађао бојевом ракетом, преузима улогу оператора и већ у првом кругу има захват. Испаљује ракету која експлодира у ваздуху, али "Предатор" наставља да лети.
Потпоручник, мислећи да је промашио циљ, припрема другу ракету, али у том тренутку "Предатор" почиње да и пада. Отварају се три падобрана и остаци падају у рејону групе кућа у јужном делу града.
"Предатор“ је, на срећу, пао у двориште српске куће и ту је пронађен. Новинар Милован Дрецун се нашао у близини и све документовао. Чак је и скинуо камеру са беспилотне летелице и донео је да прегледамо снимке..
Беспилотна летилица „Предатор“ била  је најсавременија летилица тог типа у саставу ваздухопловства САД. Поседовала је најсавременију технику за осматрање, снимање и слање снимљеног материјала преко сателита.

## Корисници
- Алжир
- Ангола
- Бенин
- Босна и Херцеговина
- Египат
- Индија
- Јемен
- Јерменија
- Јужноафричка Република
- Куба
- Мауританија
- Румунија - домаћа варијанта "CA-95"
- Србија - Војска Србије користи неколико батерија система. У свакој се налази по 6 лансирних возила. Као командно возило користи се БТР-60ПУ12.[7]
- Сирија
- Украјина
- Хрватска